# Världsmästerskapen i alpin skidsport 1936
Världsmästerskapen i alpin skidsport 1936 kördes 21–22 februari 1936 i Innsbruck, Österrike.

## Herrar

### Störtlopp
| Placering | Land                | Tid        |
| --------- | ------------------- | ---------- |
| 1         | Rudolf Rominger     | 4:29,8 min |
| 2         | Giacinto Sertorelli | 4:43,2 min |
| 3         | Heinz von Allmen    | 4:43,6 min |
| 4         | Birger Ruud         | 4:45,0 min |
| 5         | Eberhard Kneissl    | 4:52,8 min |
| 6         | Rudolph Matt        | 4:56,2 min |

Datum: 21 februari 1936

### Slalom
| Placering | Land             | Tid        |
| --------- | ---------------- | ---------- |
| 1         | Rudolph Matt     | 2:18,1 min |
| 2         | Eberhard Kneissl | 2:18,6 min |
| 3         | Rudolf Rominger  | 2:22,3 min |
| 4         | Heinz von Allmen | 2:22,5 min |
| 5         | Wilhelm Walch    | 2:27,8 min |
| 6         | Émile Allais     | 2:30,8 min |

Datum: 22 februari 1936

### Alpin kombination
| Placering | Land                | Poäng         |
| --------- | ------------------- | ------------- |
| 1         | Rudolf Rominger     | 443,400 poäng |
| 2         | Heinz von Allmen    | 457,500 poäng |
| 3         | Eberhard Kneissl    | 461,900 poäng |
| 4         | Rudolph Matt        | 464,700 poäng |
| 5         | Giacinto Sertorelli | 471,300 poäng |
| 6         | Birger Ruud         | 471,800 poäng |

Datum: 21-22 februari 1936

## Damer

### Störtlopp
| Placering | Land              | Tid        |
| --------- | ----------------- | ---------- |
| 1         | Evelyn Pinching   | 4:45,0 min |
| 2         | Elvira Osirnig    | 4:55,0 min |
| 3         | Nini von Arx-Zogg | 4:55,8 min |
| 4         | Clara Frida       | 5:06,6 min |
| 5         | Gerda Paumgarten  | 5:06,8 min |
| 6         | Erna Steuri       | 5:25,2 min |

Datum: 21 februari 1936

### Slalom
| Placering | Land             | Tid        |
| --------- | ---------------- | ---------- |
| 1         | Gerda Paumgarten | 2:17,1 min |
| 2         | Evelyn Pinching  | 2:18,9 min |
| 3         | Greta Weickert   | 2:20,6 min |
| 4         | Elvira Osirnig   | 2:24,3 min |
| 5         | Erna Steuri      | 2:29,3 min |
| 6         | Elli Stiller     | 2:32,1 min |

Datum: 22 februari 1936

### Alpin kombination
| Placering | Land              | Poäng       |
| --------- | ----------------- | ----------- |
| 1         | Evelyn Pinching   | 465,6 poäng |
| 2         | Elvira Osirnig    | 482,6 poäng |
| 3         | Gerda Paumgarten  | 485,0 poäng |
| 4         | Nini von Arx-Zogg | 495,4 poäng |
| 5         | Erna Steuri       | 519,3 poäng |
| 6         | Clara Frida       | 529,5 poäng |

Datum: 21-22 februari 1936

## Medaljligan
| Placering | Land      | Guld | Silver | Brons | Totalt |
| --------- | --------- | ---- | ------ | ----- | ------ |
| 1         | Schweiz   | 2    | 3      | 3     | 8      |
| 2         | Österrike | 2    | 1      | 3     | 6      |
| 3         | USA       | 2    | 1      | -     | 3      |
| 4         | Italien   | -    | 1      | -     | 1      |